# Cloche de l'église de Saint-Félix (Charente-Maritime)
La cloche de l'église Saint-Félix à Saint-Félix, une commune du département de la Charente-Maritime dans la région Nouvelle-Aquitaine en France, est une cloche de bronze datant de 1701. Elle a été classée monument historique au titre d'objet le 28 juillet 1937. 
Inscription : « IAY ESTE FAICTE PAR LES SOINS DE M IEAN LHOSPITAL CURE DE S FELIX MON PARREIN M NICOLAS PASQUIER DE LA POUPELIERE ET MA MARTE DAMOI MARIANNE REGNAUD D DE LA SEIG DU BOUCHET CHARLES FRANÇOIS DE LA ROCHEFOUCAULT DE FONSEQUE CHEVALIER SM DE SURGERE S FELIX LA BOUGRENE ET AUTRE PLACE 1701 ».